# 赛力克提牧场
赛力克提牧场，是中华人民共和国新疆维吾尔自治区塔城地区乌苏市下辖的一个乡镇级行政单位。

## 行政区划
赛力克提牧场下辖以下地区：
托斯台村、艾力其村、赛力克提村、道兰莫墩村、查干奥娃牧民新村和绒山羊村。